# Museu d'Art de Tel-Aviv
El Museu d'Art de Tel-Aviv (en hebreu: מוזיאון תל אביב לאמנות) és un museu d'art que es troba a Tel-Aviv, Israel. El museu va ser establert en 1932 en un edifici que era la llar del primer alcalde de Tel-Aviv, Meir Dizengoff. El pavelló d'art contemporani Helena Rubinstein es va inaugurar en 1959. El museu es va traslladar a la seva ubicació actual en l'Avinguda Rei Saul en 1971. Es va afegir una altra ala en 1999, i es va establir el jardí d'escultures Lola Beer Ebner. El museu també conté el centre d'educació artística Joseph i Rebecca Meyerhoff, obert des de 1988. El museu inclou una col·lecció completa d'art clàssic i contemporani, especialment art israelià, un jardí d'escultures, i una ala juvenil.